# Maurice Fombeure
Pour les articles homonymes, voir Fombeure (homonymie).
Maurice Alphonse Jacques Fombeure, né le 23 septembre 1906 à Jardres (Vienne) et mort le 1er janvier 1981 à La Verrière (Yvelines), est un écrivain et poète français, ayant reçu le grand prix de poésie de l'Académie française.

## Biographie
Né le 23 septembre 1906 à Jardres, Maurice Fombeure est issu d'une famille d'agriculteurs du Poitou. Sa mère, née Daillet, meurt treize jours après sa naissance ; il va alors passer toute son enfance dans le hameau d'Augeron, sur la commune de Bonneuil-Matours (Vienne), chez ses grands-parents, en compagnie de son père. Il est l'époux de Carmen Javauges, poétesse, publiant sous le pseudonyme de Carmen Oriol duquel naîtra un fils Jacques Fombeure (1937-1998).

### Famille

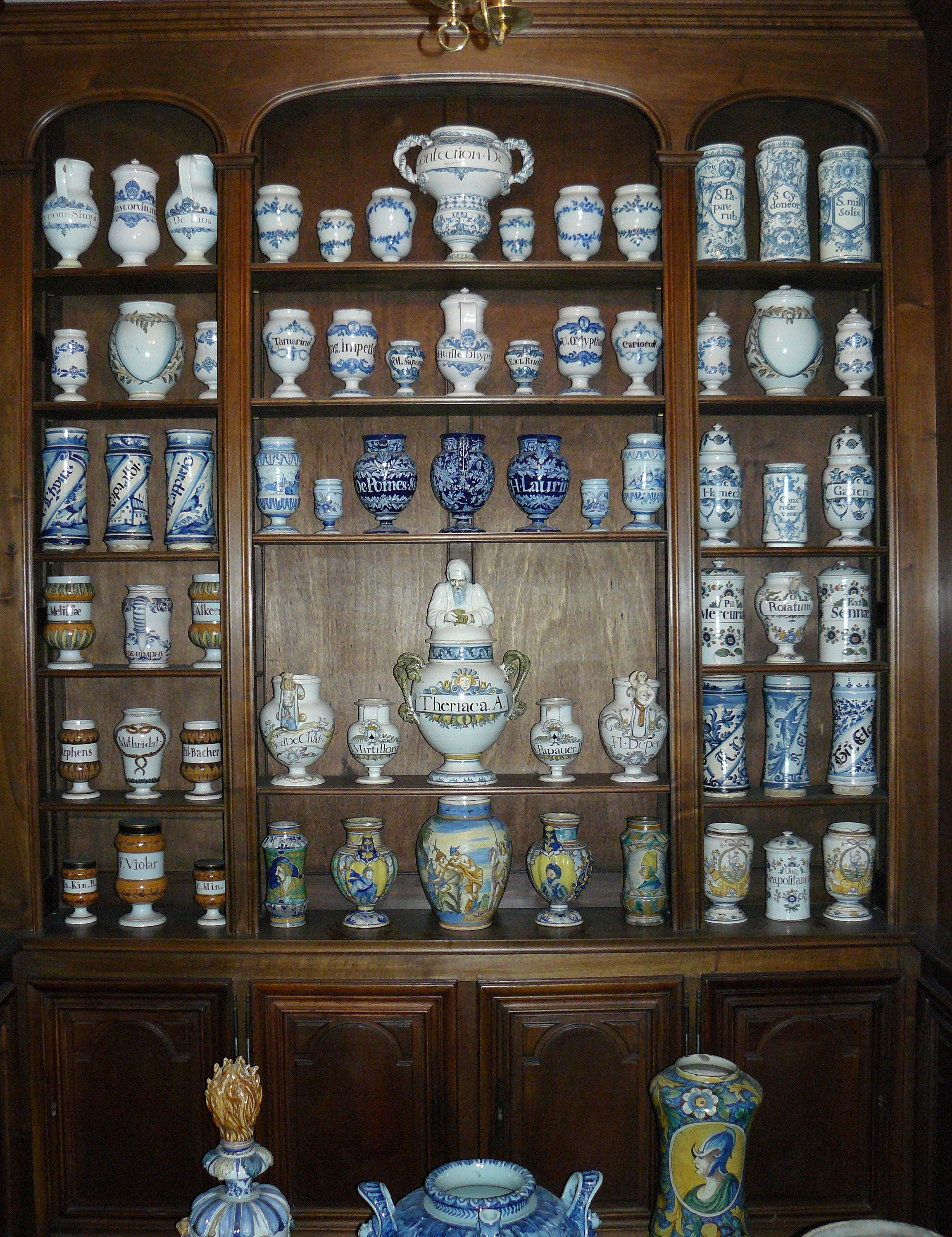
legs du Dr Fombeure à Sèvres

Maurice Fombeure est le cousin du Docteur Georges Fombeure ophtalmologiste (1890-1948) collectionneur de porcelaine de Sèvres dont le legs est actuellement visible à la Manufacture et Musée nationaux - Sèvres De nombreux poèmes et textes de Maurice Fombeure lui seront dédiés, en particulier "Ceux des pays de l'ouest".

Il est également cousin au 4e degré de Jean-Jacques Fombeur Poète.

### Jeunesse et Formation
Maurice Fombeure entame ses études secondaires au collège à Châtellerault, puis intègre l'École normale de Poitiers en 1922. Durant cette période, il rédige ses premiers vers pour "Le diable dans le beffroi"
 Revue estudiantine Poitevine. De 1926 à 1928 en collaboration avec Carmen Javauges, qui deviendra plus tard sa femme. ils multiplient les envois et entretiennent une correspondance soutenue avec Julien Lanoë et écrivent à des personnalités Jean Cocteau et André salmon qui leur retournent des encouragements.
En 1930 année de son mariage. il écrit La Rivière aux oies son premier recueil de nouvelles, publié en 1932. La même année, ses écrits paraissent dans les cahiers de la NRF avec "Les moulins de la parole". Alors étudiant à l'École normale supérieure de Saint-Cloud, et âgé de seulement 24 ans, ses écrits évoquent une profonde nostalgie et se distinguent par un style différent de celui habituellement associé à l'ENS. Son premier ouvrage établit un thème central dans sa vie : l'attachement à la terre et à la paysannerie.

« Je sais bien aujourd’hui qu’en littérature, après un Ramuz, après un Pourrat, le vent souffle du côté des champs. Mais je n’y puis rien et je n’y suis pour rien » ou encore « J’ai longtemps erré. Je me sentais diminué, incomplet. Je portais mon village en moi comme une maladie dont on sait qu’on va mourir »

— La Rivière aux oies
Paul Claudel parlera de lui en 1942 en ces termes : "Il faut lire Maurice Fombeure, c'est quelqu'un qui parle français, un certain français, un certain vers français, clair et gai comme du vin blanc".
En 1931, Fombeure effectue son service militaire à Clignancourt au sein du 21e régiment d'infanterie coloniale, il est affecté comme secrétaire au bureau du chef de corps. De cette période naîtra "Soldat" en 1935, son premier succès d'édition chez Gallimard.
Il termine ses études en juillet 1933, et devient professeur de lettres. Il enseigne dans un premier temps à l'École normale d’instituteurs des Vosges à Mirecourt. Puis à Arras (Le souvenir d'Arras) en 1934 où il s'installe au 9 rue de la République ; là il se liera d'amitié avec Yves Demailly éditeur de la revue La Hune qui rééditera "Les moulins de la parole" au format poche et rejoindra La société littéraire des Rosati. À cette période, Fombeure travaille sur son troisième recueil de nouvelles "La manille coinché" et commence un roman inachevé " Rue de la Taupanne". Il demande ensuite sa mutation au collège Saint-Germain-en-Laye, puis au lycée Jean-Baptiste-Say dans le 16e arrondissement, et enfin s'installe définitivement au collège Lavoisier en 1937. Malgré ces changements, il reste profondément attaché à sa région natale, où il retourne l'été partageant ses vacances avec Siaugues Saint Romain d'où Carmen était originaire. Le Poitou et la forêt de Moulière restent sa principale source d'inspiration.
À partir de 1938, il s'installe au 6 rue du Vieux-Colombier, près de la place Saint-Sulpice à deux pas de la brasserie Lipp qui deviendra son quartier général jusqu'à la fin de son activité littéraire.

### Seconde Guerre mondiale
Au cours de la Seconde Guerre mondiale, il fut mobilisé au sein du 57e régiment d'infanterie coloniale avec le grade de sergent, grade bien en deçà de ses hautes études universitaires, mais justifié par un comportement agité lors de son service militaire, dont il a tiré un livre intitulé "Soldat".
Déjà reconnu parmi un cercle restreint d'amateurs de poésie, il contribua dès les premiers mois de la guerre, avec Hyacinthe Chobaut, qui était dans ses foyers, à faire livrer des colis aux indigents de sa compagnie ainsi que des livres qu'il fit circuler auprès de ses camarades, de cette amitié récente de Chobaut s'ajoute celle d'un autre poète et Caporal-chef de circonstance, René Lacôte, avec lequel, il développera une relation amicale très forte et durable. Fombeure le mettra en contact avec, entre autres, Léon-Paul Fargue et Jean Paulhan.
Tirant profit de ses expériences de guerre, il rédigea ultérieurement un récit autobiographique intitulé "Les godillots sont lourds", publié par les éditions Gallimard. Cet ouvrage couvre la période allant du jour de sa mobilisation jusqu'à sa libération, offrant un témoignage sur les événements vécus pendant cette période de l'histoire.

Durant la période d'occupation, il contribue activement aux Cahiers de l’École de Rochefort. C'est au cours de cette période troublée qu'il rédige son œuvre "Grenier des saisons", qui comprend l'un de ses poèmes les plus accomplis, intitulé "Solitude". Ce poème évoque avec une intensité particulière la douleur liée à la défaite française et à l'occupation de Paris.

« Je marche sans arrêt

Perclus de solitude,

Dans ces déserts mortels

Tout luisants de regards. »

— Maurice Fombeure solitude 1942

### Après guerre
En 1946, en collaboration avec Jean-Pierre Grenier, est publiée "Orion le tueur", une pièce de théâtre interprétée par la compagnie grenier et la compagnie Hussenot. Les dialogues et les chansons sont écrits par Maurice Fombeure. La première représentation a lieu en 1946 au Théâtre d'Iéna. C'est un succès critique, et la pièce est jouée jusqu'en 1948 à la Comédie des Champs-Élysées.voir sur gallica 
Figure éminente de la scène littéraire française jusqu'aux années 1960 et jury permanent du prix Cazes, il s'est illustré dans divers domaines créatifs, tels que la littérature, la musique, le théâtre, la critique littéraire et la participation à de multiples jurys. Il anime des cercles littéraires notamment les « Poètes du mercredi » à la brasserie Lipp où il disposait d'une table attitrée, ainsi que pour sa contribution au groupe « De la Nouvelle Origine » au Café de la Régence. Fombeure n'était pas réputé pour sa sobriété, une caractéristique qu'il n'a jamais cherché à dissimuler et qui divertissait grandement son cercle d'amis, incluant des personnalités comme Robert Sabatier, Marcel Aymé, Jacques Prévert et Léon-Paul Fargue, qui ont partagé de nombreuses anecdotes savoureuses à son sujet.
Sa carrière a été notamment marquée par une collaboration remarquable avec Ervin Marton, photographe d'origine hongroise. Cette association a abouti à la création d'un ouvrage dédié à la Ville de Paris, intitulé Paris m'a souri. La collaboration entre Fombeure et Marton est devenue emblématique de l'effervescence culturelle parisienne, reflétant le talent et l'esprit de leur époque. De 1962 à janvier 1981, il a présidé le comité de lecture de la Revue de l'ACILECE.
Il obtient le grand prix de poésie de la Ville de Paris en 1958[réf. nécessaire]. Il est membre de l'académie Ronsard. Malade, il cesse d'écrire à partir de 1966. En 1980, il reçoit le grand prix de l'Académie française pour l'ensemble de son œuvre.
Maurice Fombeure meurt le 1er janvier 1981, hospitalisé dans un centre de la Mutuelle générale de l'Éducation nationale, à La Verrière et il est inhumé à Bonneuil-Matours.
En août 2001 Maurice Fombeure entre officiellement dans la liste des auteurs et compositeurs considérés comme classique par arrêté du JORF no 207 du 7 septembre 2001.

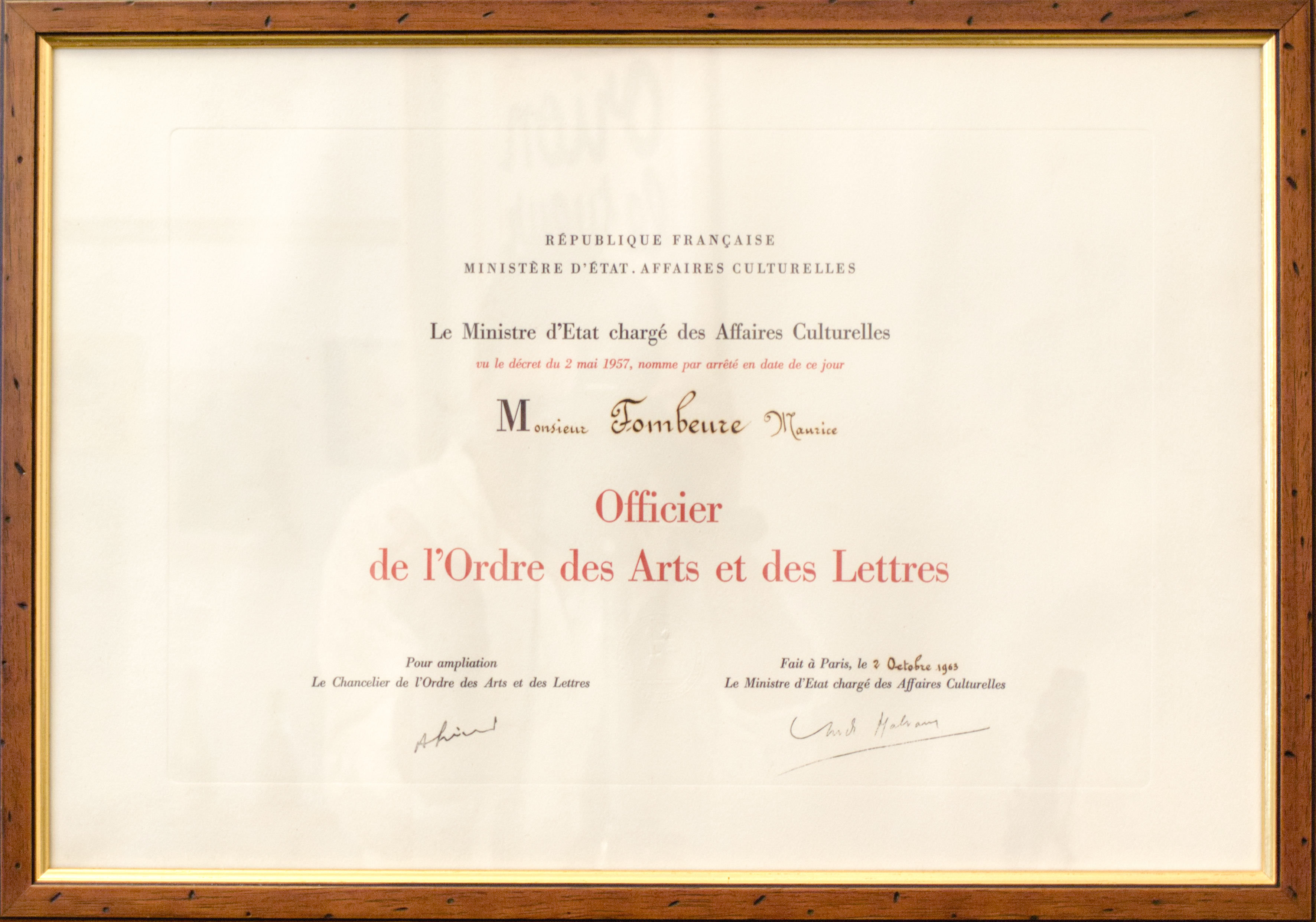
Réception des arts et lettres par André Malraux.

## Prix, décorations et distinctions

### Prix
- 1943 : Prix d'Académie pour "Arentelles"[43]
- 1980 : Grand prix de poésie de l'Académie française, pour l'ensemble de son œuvre[44],[2]

### Décorations
- Chevalier de la Légion d'honneur[20]
- Officier de l'ordre des Palmes académiques[20]
- Chevalier de l'ordre du Mérite agricole[20]
- Officier de l'ordre des Arts et des Lettres (1963)[20]
- Croix du combattant[45]
- Commandeur du Nichan Iftikhar[20]

## Hommages
Paul Claudel dit de lui : 

« Il faut lire Maurice Fombeure, c'est quelqu'un qui parle français, un certain français, un certain vers français, clair et gai comme du vin blanc, et aussi adroit et prompt dans son empressement dactylique que le meilleur Verlaine, la veine de François Villon et de Charles d'Orléans. »

La Monnaie de Paris à édité une médaille dans sa collection littéraire : Maurice Fombeure 1949 Graveur : LANDRY Annette (1907-1995)

### Musée

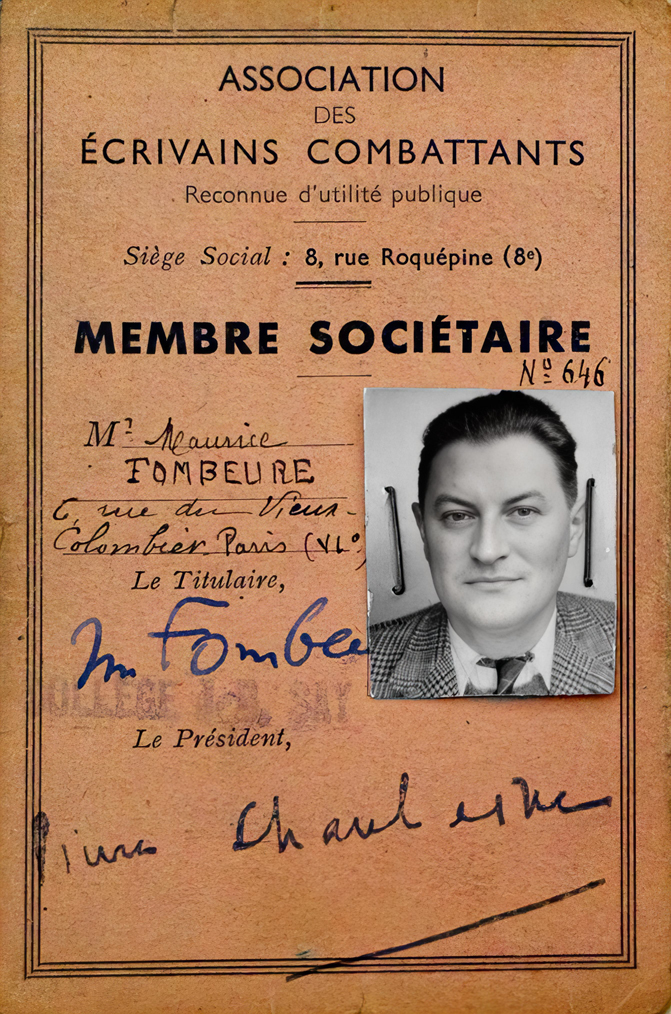
carte vers 1952 de Maurice Fombeure.

Un musée lui est consacré à Bonneuil-Matours. On y retrouve des originaux de ses œuvres ainsi que de nombreux effets personnels de l'écrivain.

### Noms de lieux
- Une école porte son nom à Bonneuil-Matours (Vienne)
- Une rue porte son nom à Poitiers et à Châtellerault (Vienne)
- Une route Maurice Fombeure à Boulazac
- Un collège porte son nom à Ménigoute (Deux-Sèvres)[47].
- Une rue de Siaugues-Sainte-Marie (Haute-Loire), village de naissance de son épouse Carmen Javaugues (1907-1993)[48], connue comme poétesse sous le nom de plume de Carmen Oriol, et où le couple se rendait en villégiature, porte le nom de « rue Carmen et Maurice Fombeure »[49]

## Œuvres

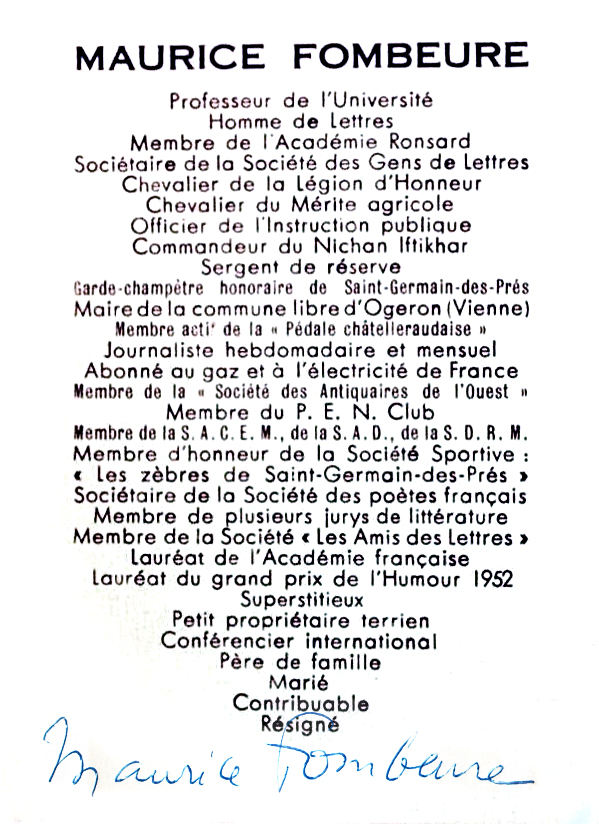
Carte humoristique de Maurice Fombeure

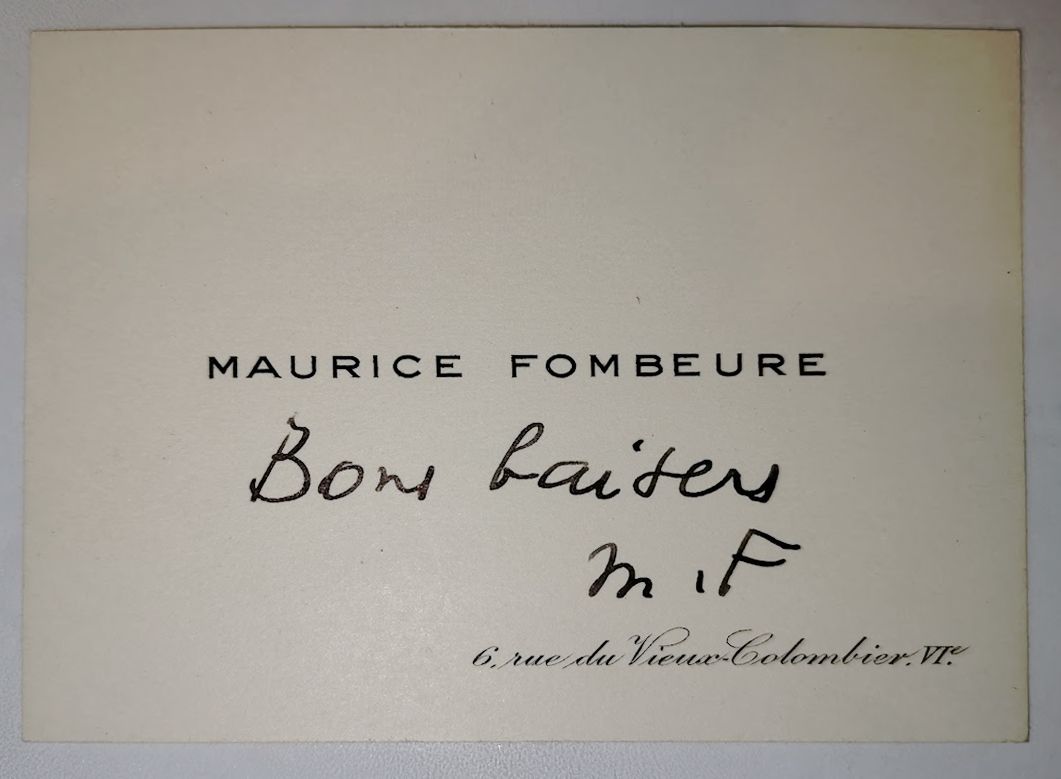
Carte officiel de Maurice Fombeure vs Carte humoristique

### Poésies
- Silence sur le toit : Poésies, Paris, Saint Michel, coll. « Collection des Cahiers », 1930 rare
- Images de la nuit : Poésies, Paris, Sagesse, coll. « Les Feuillets de Sagesse », 1937
- Les Moulins de la parole : Poésies, La Hune, 1936, 126 p. (ISBN 9782307256465, lire en ligne)

- Bruits de la terre, Paris, René Debresse, coll. « Cahiers des poètes », 1937.
- Maurice Fombeure et Préface de Julien Lanoë, Maléfices des fontaines : Poésies, Feuillets de l'Îlot, 1939
- À pas de souris : Poésies, Carnets de l'oiseau-mouche, 1939
- Chansons du sommeil léger : Poésies, Paris, René Debresse, coll. « Cahiers des poètes », 1941.
- D'amour et d'aventure : Poésies, Paris, René Debresse, coll. « Cahiers des poètes », 1942.
- Greniers des saisons : Poésies, Paris, Seghers, coll. « Cahiers des poètes », 1942, 60 p..
- Chansons de la grande hune (Les Amis de Rochefort, 1942)
- À dos d'oiseau : Poésies, vol. réédition 1971, Gallimard, coll. « NRF », 1942, 254 p. (ISBN 9782070317967)
- Arentelles : Poésies, Gallimard, coll. « NRF », 1943, 144 p. (ISBN 978-2070224401) 1943 : Prix d'Académie[43]
- Aux créneaux de la pluie : Poésies, Gallimard, coll. « NRF », 1946, 176 p. (ISBN 2070224414)
- Sortilèges vus de près : Poésies, Paris, Denoël, 1947.
- J'apprivoise par jeu : Poésies, Paris, R. Cayla, coll. « "Les Amis de l'originale" », 1947.
- gravure de Guy de la Mothe, Mystère de Poitiers : Poésies, Poitiers, l'oiseau de Feu, 1948.rare
- Poussière du silence : Poésies, Paris, Seghers, coll. « Cahiers des poètes », 1950, 60 p..
- Les Étoiles brûlées : Poésies, vol. réédition 1971, Gallimard, coll. « NRF », 1950, 85 p. (ISBN 2070224430)
- Dès potron-minet : Poésies, Paris, Seghers, coll. « Poésie 52 », 1952, 34 p. (ISBN 9782232132957).
- Pendant que vous dormez : Poésies, Paris, Gallimard, coll. « NRF », 1953, 140 p. (ISBN 2070224449)
- Une forêt de charme : Poésies, Paris, Gallimard, coll. « NRF », 1955 (ISBN 9782070322343)
- Sous les tambours du ciel : Poésies, Paris, Gallimard, coll. « NRF », 1955 (ISBN 2070224465)
- Maurice Fombeure et préface de Julien Lanoë, Silences sur le toit : Poésies, Paris, Éditions Saint-Michel, 1960.
- Quel est ce cœur ? : Poésies, Paris, Gallimard, coll. « NRF », 1963 (ISBN 2070224473)
- À chat petit : Poésies, Paris, Gallimard, coll. « NRF », 1967 (ISBN 9782070224487)

#### Réédition et œuvres posthumes
- Les étoiles brûlées. Une forêt de charme : Poésies, Paris, Gallimard, coll. « NRF », 1983 (ISBN 9782070322343)
- J'ai mal à mon village : Œuvres posthumes, Le Temps qu'il fait, 1993, 106 p. (ISBN 9782905937223, lire en ligne).
- Christine Féret-Fleury, Fées, fantômes, farfadets... en poésie, Paris, GALLIMARD JEUNESSE, coll. « Petits Géants », 2000, 112 p. (ISBN 9782070543533).
- Maurice Fombeure et Evelyne Mary (Illustrateur), Le coquillage, Paris, Rue du monde, coll. « Petits Géants », 2018, 24 p. (ISBN 9782355045042).
- Et puis voici des fleurs...| Le Cherche-Midi | mars 2009 Patrick Poivre d'Arvor poème "Solitude"

### Récits et Nouvelles
- La Rivière aux oies, Éditions Rieder, 1932, 240 p. (ISBN 2902170351).
- Soldat, Gallimard, coll. « NRF », 1935, 226 p. (ISBN 2070224384)
- Manille coinchée, La Fenêtre Ouverte, coll. « NRF », 1943, 196 p. (ISBN 9782905061263, lire en ligne)

- Maurice Fombeure, Ceux des Pays d'Ouest : Dessins de Rosamonde et Henri Plisson, Paris, Horizons de France, 1943, 139 p. (ISBN 9782402243117, lire en ligne).
- Les godillots sont lourds : souvenirs de la « drôle de guerre », Gallimard, coll. « NRF », 1948, 213 p. (ISBN 9782906775114).
- La vie aventureuse de Monsieur de Saint-Amant, Paris, Ferenczi & fils, 1947, 220 p..
- Préface de Jacques Prévert, Ardoise la belle : Recueil, Paris, Faf, 1951, 220 p..
- Le Vin de la Haumuche : Récit, Paris, éditions Bellenand, 1952, 213 p. (ISBN 9782402143080, lire en ligne).
- Maurice Fombeure et Photographies d'Ervin Marton, Paris m'a souri : Histoire de Paris, Paris, Alpina, 1959, 150 p. (ISBN 9782307124719, lire en ligne).
- Maurice Fombeure, Le Vin de la Haumuche, UPCP/Geste, 1989, 213 p. (ISBN 9782402476416, lire en ligne), réédition Editions Bellenand, Paris, 1952.

### Théâtre
- Maurice Fombeure et Jean-Pierre Grenier, Orion le tueur : musique de Pierre Philippe, mise en scène, Paul Buissonneau, Théâtre Agnès Capri, Bordas, 1946 (ISBN 978-2-7349-0350-5).

### Chansons
- 1933 Prière pour dormir heureux Louis Durey[50]
- 1942, le compositeur Francis Poulenc met en musique six poèmes de Maurice Fombeure extraits du recueil Chansons de la grande hune, dans un cycle qu'il nomme Chansons villageoises[51].
- 1958 Jacques Douai Album : Le petit loir. Titre 2 Le colporteur [52]
- 1959 Les 3 Horaces. Groupe vocal musique de Jacques Lacôme Paroles de Maurice Fombeure titre : Vous, melanie ; fete aux villages ; la guerre des baleiniers ; espece de comptine[53]
- 1963 René Berthelot Poésies de Maurice Fombeure. Musique de René Berthelot. Airs de ronde... [Musique imprimée]. [Petit choeur pour 3 voix égales dans le style populaire] [54]
- 1967, le chanteur et compositeur Michel Fugain, dans son premier album titré Michel Fugain, reprend dans le titre Le Sergent le texte de l'une de ces chansons, originellement appelée Le Retour du sergent[55].
- 1967, Mistigri (chanteuse) Interprète à la télévision une chansons de Maurice Fombeure[56]

- Pierre-Max Dubois, Les étoiles brulées : 5 mélodies sur les poèmes de Maurice Fombeure, pour ténor. éditeur : 	Paris : Alphonse Leduc - Editions Musicales[57].
- Pierre Philippe (pianiste) La jeune fille qui chante : poème pour soprano et orchestre 	Paris : Gérard Billaudot Éditeur[58].
- Claude Arrieu Les Gueux au paradis Paris : Enoch (édition musicale), Administration : G. Schirmer[59]
- Marcel Bitsch Trois chansons : sur les poèmes de Maurice Fombeure, pour baryton Éditions Alphonse Leduc[60]
- Catherine Sauvage avec Michel Legrand et son orchestre Variations pour une trompette de cavalerie / J. Lacôme - M. Fombeure Publié avec : Mets deux tunes dans l'bastringue[61]
- Lucien Guérinel Titre(s) : "Animaux fantastiques sont" [Musique imprimée] : pour chœur d'enfants et orgue / sur des poèmes de Maurice Fombeure[62].
- Catherine Sauvage album : "CHANSONS D'AUTEURS" Plage 7 : "prière pour dormir heureux" Interprete : Catherine Sauvage Auteur : M. Fombeure, C. Arriou [63]
- 1960 Claude Arrieu album : Chanson de Maurice [64]
- 1959 Marcel Delannoy titre : 3 petits chœurs 3 voix "d'amour et d'aventure" [Musique imprimée] [65]

### Œuvres Collectives

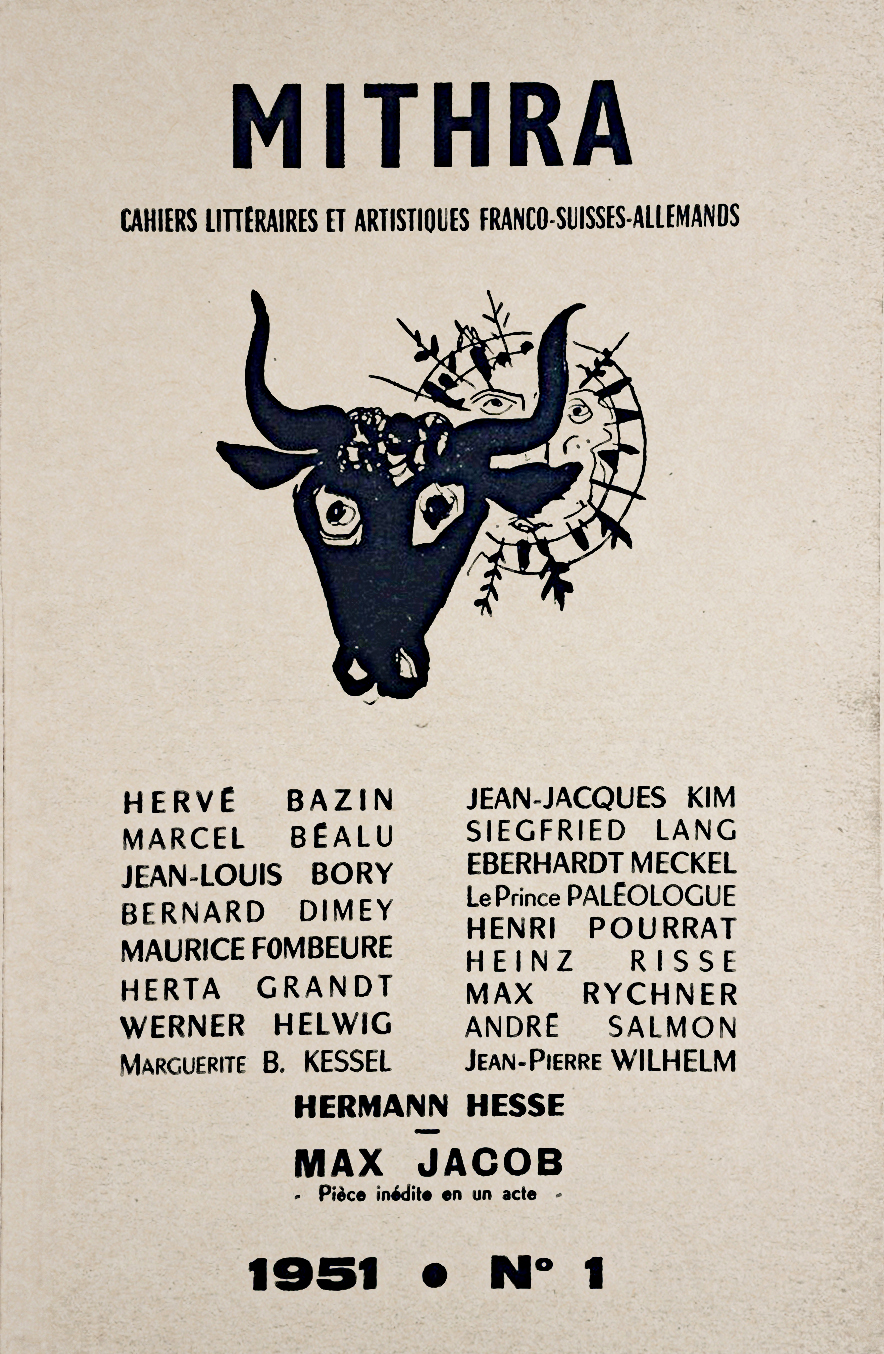
Hervé Bazin
Jean-Jacques Kim
Marcel Bealu
Siegfried Lang
Jean-Louis Bory
Eberhardt Meckel
Bernard Dimey
Le Prince Paleologue
Maurice Fombeure
Henri Pourrat
Herta Grandt
Heinz Risse
Max Rychner
Werner Helwig
Andre Salmon
Marguerite B. Kessel
Jean-Pierre Wilhelm
Hermann Hesse
Max Jacob

- collectif, Jeunesse des inédits, 1930.

### Publications
- Collectif, « Les moulin de la parolle », NRF, Paris, Gallimard, no 199,‎ 1930
- Maurice Fombeure, Poèmes. Le Colloque assourdi : Extrait de la Revue "Esprit" avril 1936 p., 1936.
- « Le vétéran par Maurice », Regards, Paris,‎ 1938
- Collectif, « Le Dernier Carré », Cahier mensuel de poésie, Paris, no 9,‎ 1935
- Collectif, « Le Beau Navire », BSN, Paris, no 8,‎ 1939
- Maurice Fombeure, André Jacquemin : [exposition] Galerie Charpentier, Paris, Impr. Durand, 1948.
- Carmen Oriol, Printemps de la nuit, poèmes. : Présentation de Maurice Fombeure, G. Subervie, coll. « Les Feuillets de l'îlot. no 44 », 1942 (lire en ligne).
- « Le zouave », Ambiance, no 69,‎ 1946 (nouvelle inédite de Maurice Fombeure (2 pages avec illustrations))
- « Colette et les bêtes », Les Cahiers Français,‎ 1944
- Le souvenir d'Arras Collectif, Regard dur le roman, Tourcoing, Édition Georges Frère, 1945, p. 92.
- « Les petits bergers », Franc Jeu (périodique), Paris, nos 33 et 32,‎ 1947
- Maurice Fombeure, Nicolas Eekman : Introduction à l'Album II, Reims, Editions de l'Hèbe, 1950, 20 Planches.
- Collectif (préf. René Huyghe), Douze poètes, douze peintres, Paris, édition Association des amateurs de peinture, 1950
- Collectif, « Quel est ce cœur ? », NRF, Paris, Gallimard, no 34,‎ 1955
- « Poésies », Les poètes du mercredi, Lipp, Taffin lefort,‎ 1956
- Collectif, « Poésies », Mercure de France, Paris, no 1178,‎ 1961
- « Poésies », A LA PAGE, no 3,‎ 1964
- 1962-1981 Il préside le comité de lecture « Revue de l'ACILECE », Revue de l'ACILECE, Paris,‎ 1962
- « Poésies », Almanach de Brioude, Brioude,‎ 1965
- Fombeure et André Salmon, « BORDS DE SEINE », LE BOREE, COURRIER NORDIQUE, no 1,‎ 1958 (PELERINAGES LITTERAIRES - Auteur : COLLECTIF)
- « Revue », MITHRA, no 1,‎ 1958 (Marcel Béalu Maurice Fombeure André Salmon Max Jacob Jean-Louis Bory hallez)